# Johann Filtsch (lelkész, 1783–1867)
Johann Filtsch ifj. (Nagyszeben, 1783. október 30. – Sellenberk, 1867. március 4.) evangélikus lelkész.

## Élete
Idősebb Johann Filtsch fia. Szülővárosában tanult, majd 1805-ben a göttingeni egyetemen. Gimnáziumi tanár és lelkész lett Nagyszebenben; 1817. március 13-tól Nagytalmácson, 1823. április 9-től Sellenberken. 1850. május 14-től a nagyszebeni káptalan dékánja lett. 1863-ban elöregedése miatt helyettesítését kérte.
Cikke: Die Schlacht bei Schellenberg 1599. (Megjelent: Die jährliche Feier des 28. okt. in der evang. Kirche zu Schellenberg címmel a Blätter für Geist, Gemüth und Vaterlandskunde-ban Brassó, 1838.)

## Művei
- Die Romanorum in Dacia Coloniis diss. Accedit Appendix continens Daciam in Nummis antiquis. Cibinii. 1808.
- Rückblick auf das Leben des Johann Filtsch, Hermannstädter evang. Stadtpfarrers und Capitels-Prodechanten, mitgetheilt von dessen ältestem Sohne I. F. Pfarrer in Schellenberg. Cibinii, 1837.